# Bulli
Bulli est une localité australienne située en Nouvelle-Galles du Sud, entre Sydney et Wollongong.

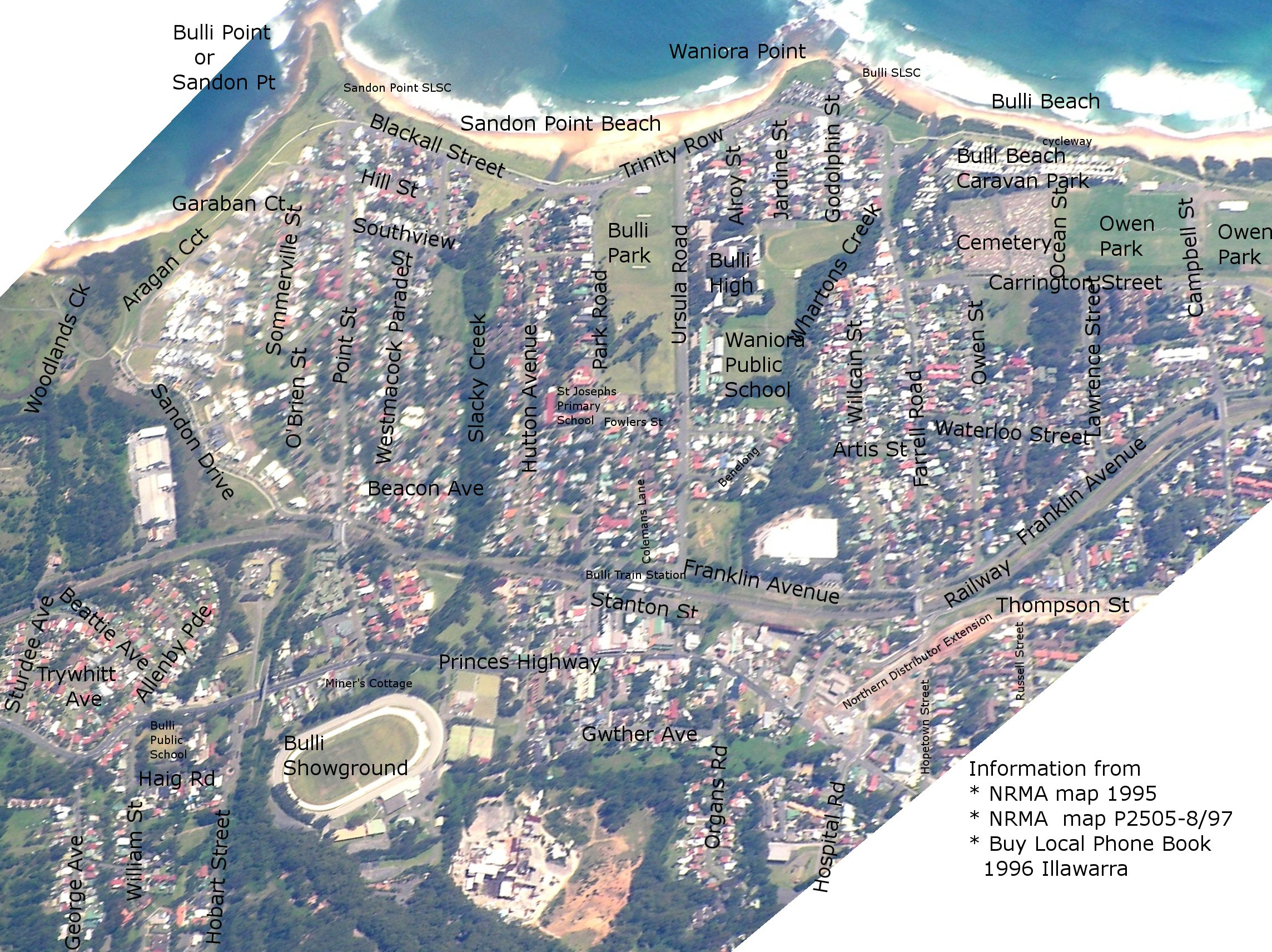
Carte de Bulli.

Sa population était de 6 105 habitants en 2016.